# Idrogeno:chinone ossidoreduttasi
La idrogeno: chinone ossidoreduttasi è un enzima appartenente alla classe delle ossidoreduttasi, che catalizza la seguente reazione:
H2 + menachinone ⇄ menachinolo
L'enzima contiene nichel, cluster ferro-zolfo e citocromo b. Catalizza anche la riduzione di chinoni solubili in acqua (es. 2,3-dimetilnaftochinone) o coloranti viologeni (benzil viologeno o metil viologeno).